# 袋鼠航線

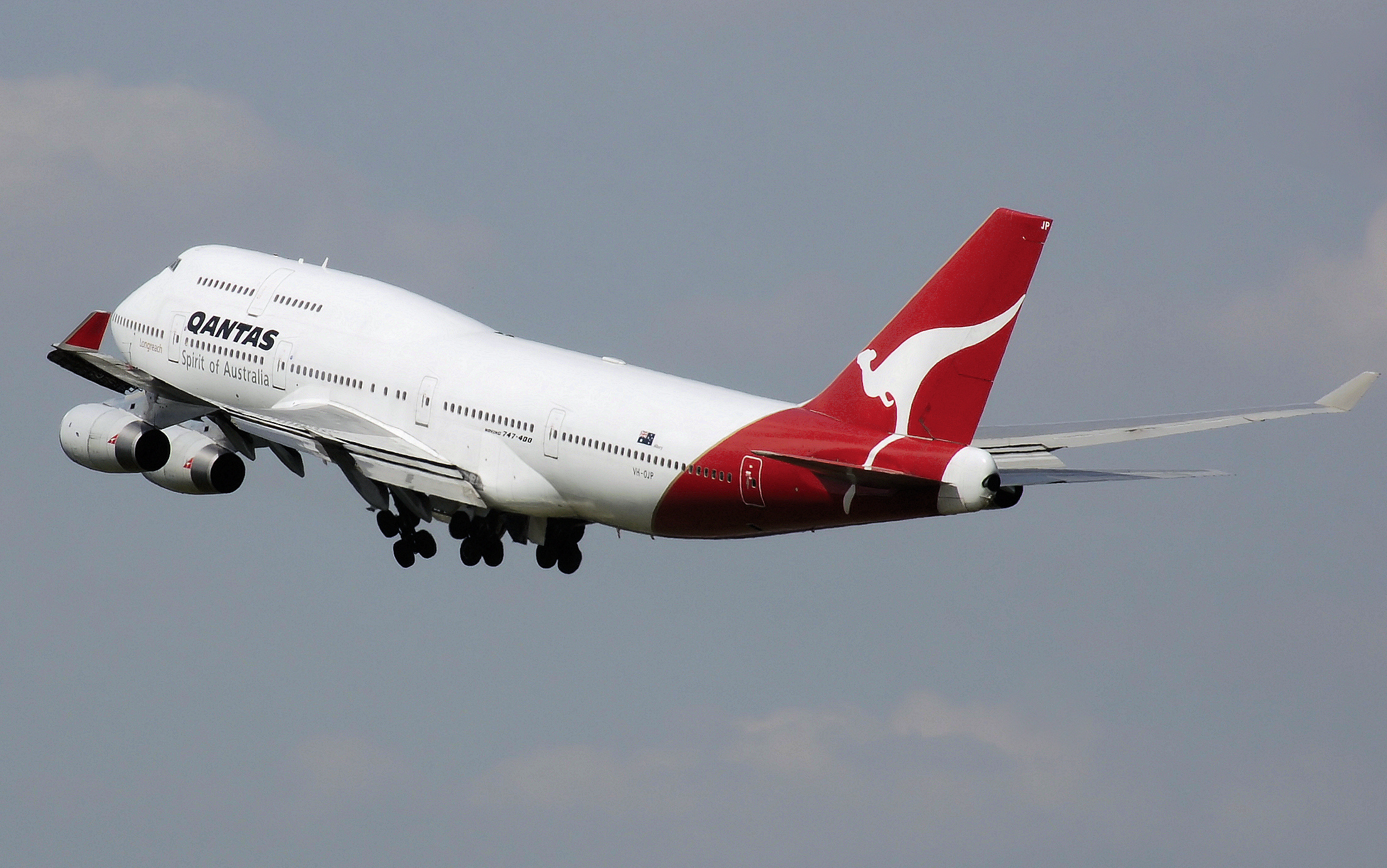
帶有袋鼠塗裝的澳洲航空波音747

袋鼠航線，特指來往歐洲及大洋洲間途經停東半球的客運航線（而同樣出發地和目的地途經停西半球的航線被稱爲南十字航線）。這些航班通常都會在東南亞暫停。
這條航線上的航班為航空公司帶來可觀的利潤，而大洋洲國家，特别是澳洲和紐西蘭兩國有大量的歐洲裔人口，而歐洲與大洋洲兩地間又有極長的距離。然而，由於這條航線上不同政府間的協議，能夠經營此一航線的航空公司為數並不多並且受到限制。
“袋鼠航線”這一名稱由澳洲航空首創，其由來不只是因為袋鼠對澳洲的獨特性，更因為歷史上這條路線的航班絕大部分都會在中途稍停，類似於袋鼠跳躍的動作。
袋鼠航線的主要中停站是新加坡樟宜國際機場，在這裡，新加坡航空與英國航空—澳洲航空聯盟之間有著相當激烈的競爭。但其他的機場也想嘗試在這條航線上取得一個較重要的地位，例如東南亞各國。由於新款的空中巴士及波音省油並超長程的客機問世，在歐洲及西澳大利亞間不暫停的直飛已不是難事，其中澳洲伯斯是主要的起降點。首條歐洲至澳洲航線不中停直飛於2018年3月25日由澳洲航空營運，來往倫敦及伯斯。至於哪一家航空公司會在不停站直飛航班的競爭中獲勝，還有待觀察。
近年來，阿聯酋航空、阿提哈德航空及卡塔爾航空均積極推廣經中東航班，而香港也開始開放空域，讓維珍航空於2004年進入這塊市場，與國泰航空进行直接競爭。紐西蘭航空曾於2006年至2013年期間提供奧克蘭經香港往倫敦的航班，是當時世界上唯一同時運營袋鼠航線和南十字航線，航線網絡可繞地球一周的航空公司（奧克蘭－香港－倫敦－洛杉磯－奧克蘭）。香港來往倫敦的航段停止運營後，新西蘭航空仍繼續運營經停洛杉磯到倫敦的南十字航線，直至到2021年才停辦。
雖然面臨亞洲籍航空公司的強力競爭，但是現今袋鼠航線從出發點到終點都維持同一架飛機並僅使用一個班號的只有英國航空及澳洲航空，皆停靠新加坡。
澳洲航空為首家營運大洋洲直飛歐洲航線的航空公司，於2018年3月24日開通澳洲伯斯至英國倫敦的不經停航線，距離達9,009英里（約14,500公里），夏季澳洲飛歐洲17小時20分鐘，歐洲飛澳洲則耗時16小時45分鐘；澳洲航空期望2027年可開通澳洲悉尼至英國倫敦的直飛航線，距離約10,573英里（17,016公里），估計單程耗時22小時。

## 航線列表
（含所有廣義歐洲及大洋洲範圍）
| 航空公司                      | 歐洲航點 | 中停站        | 大洋洲航點                                                                        |
| ----------------------------- | --- | ------------- | --------------------------------------------------------------------------------- |
| 亚航X                         | 伊斯坦布尔－萨比哈·格克琴（2025年11月14日开航） | 吉隆坡        | 墨爾本、悉尼                                                                      |
| 中国国际航空 （星空聯盟）     | 雅典、巴塞罗那、布达佩斯、哥本哈根、法兰克福、日内瓦、伊斯坦布尔、伦敦－盖特威克、伦敦－希斯罗、马德里、米兰－马尔彭萨、明斯克、莫斯科－谢列梅捷沃、慕尼黑、巴黎－戴高乐、罗马－菲乌米奇诺、斯德哥尔摩－阿兰达、維也納、华沙 | 北京－首都    | 奥克兰、墨爾本、悉尼                                                              |
| 模里西斯航空（香草聯盟）      | 伦敦－希斯罗、巴黎－戴高乐 季节性：阿姆斯特丹、日内瓦 | 路易港        | 珀斯                                                                              |
| 印度航空 （星空聯盟）         | 阿姆斯特丹、伯明罕、哥本哈根、法兰克福、伦敦－希斯罗、米兰－马尔彭萨、巴黎－戴高乐、維也納、蘇黎世 | 德里          | 墨尔本、悉尼                                                                      |
| 印度航空 （星空聯盟）         | 法兰克福、伦敦－希斯罗 | 孟買          | 墨爾本（2025年9月14日成为固定航线）                                               |
| 全日空航空 （星空聯盟）       | 法兰克福、赫爾辛基、伊斯坦布尔、伦敦－希斯罗、米兰－马尔彭萨、慕尼黑、巴黎－戴高乐、斯德哥尔摩－阿兰达、維也納 | 東京－羽田    | 檀香山、悉尼                                                                      |
| 全日空航空 （星空聯盟）       | 布鲁塞尔 | 東京－成田    | 檀香山、珀斯                                                                      |
| 韓亞航空 （星空聯盟）         | 巴塞罗那、法兰克福、伊斯坦布尔、伦敦－希斯罗、巴黎－戴高乐、布拉格、罗马－菲乌米奇诺 | 首尔—仁川     | 檀香山、悉尼 季節性：墨爾本 季節性包机：雅典、塞班島                              |
| 首都航空                      | 伦敦－希斯罗、莫斯科－谢列梅捷沃 | 青島          | 墨爾本、悉尼                                                                      |
| 首都航空                      | 里斯本、马德里、莫斯科－谢列梅捷沃 | 杭州          | 墨爾本                                                                            |
| 英國航空 （寰宇一家）         | 伦敦－希斯罗 | 新加坡        | 悉尼 （使用同一班號及同一飛機飛航）                                               |
| 國泰航空 （寰宇一家）         | 阿姆斯特丹、巴塞罗那、布鲁塞尔法兰克福、伦敦－希斯罗、马德里、曼徹斯特、米兰－马尔彭萨、慕尼黑、巴黎－戴高乐、蘇黎世 | 香港          | 阿德雷得、奥克兰、布里斯班、凯恩斯、墨爾本、珀斯、悉尼 季節性：基督城             |
| 中華航空 （天合聯盟）         | 阿姆斯特丹、法兰克福、伦敦－希斯罗、罗马－菲乌米奇诺、維也納、布拉格 | 台北－桃园    | 奥克兰、布里斯班、關島、檀香山、科羅爾、墨爾本、悉尼 季節性：基督城               |
| 中國東方航空 （天合聯盟）     | 阿姆斯特丹、巴塞罗那（2025年9月26日開航）、哥本哈根、法兰克福、日内瓦、、喀山、伦敦－希斯罗、马德里、米兰－马尔彭萨、莫斯科－谢列梅捷沃、巴黎－戴高乐、布拉格、罗马－菲乌米奇诺、聖彼得堡、斯德哥尔摩－阿兰达、威尼斯 | 上海－浦东    | 奥克兰、布里斯班、檀香山、墨爾本、悉尼 季節性：凯恩斯、珀斯                       |
| 中國東方航空 （天合聯盟）     | 伊斯坦布尔、米兰－马尔彭萨、莫斯科－多莫杰多沃、第比利斯 | 西安          | 悉尼                                                                              |
| 中國南方航空                  | 阿姆斯特丹、貝爾格萊德、布達佩斯、法蘭克福、伦敦－盖特威克、伦敦－希斯罗、莫斯科－谢列梅捷沃、巴黎－戴高乐、罗马-菲乌米奇诺、維也納 | 广州          | 奥克兰、布里斯班、墨爾本、悉尼 季節性：阿德雷得、基督城、珀斯                     |
| 中國南方航空                  | 莫斯科－谢列梅捷沃 | 深圳          | 悉尼                                                                              |
| 中國南方航空                  | 阿姆斯特丹、伊斯坦布尔、伦敦－希斯罗、莫斯科－多莫杰多沃 | 北京 - 大興   | 季節性：墨爾本、悉尼                                                              |
| 阿聯酋航空                    | 阿姆斯特丹、雅典、巴塞罗那、伯明翰、波隆纳、布鲁塞尔、布达佩斯、哥本哈根、都柏林、杜塞道夫、法兰克福、日内瓦、格拉斯哥、汉堡、伦敦－盖特威克、伦敦－希斯罗、伦敦－斯坦斯特德、伊斯坦布尔、拉纳卡、里斯本、里昂、马德里、马耳他、曼彻斯特、米兰－马尔彭萨、莫斯科－多莫杰多沃、慕尼黑、纽卡斯尔、尼斯、奥斯陆、巴黎－戴高乐、波尔图、布拉格、罗马-菲乌米奇诺、聖彼得堡、斯德哥尔摩、威尼斯、維也納、华沙、萨格勒布、蘇黎世                                                                          | 杜拜          | 阿德雷得、奥克兰、布里斯班、基督城、墨尔本、珀斯、悉尼                            |
| 阿提哈德航空                  | 阿姆斯特丹、雅典、巴库、贝尔格莱德、布鲁塞尔、都柏林、杜塞道夫、法兰克福、日内瓦、伊斯坦布尔、拉纳卡、伦敦－希斯罗、马德里、曼彻斯特、米兰－马尔彭萨、明斯克、莫斯科－多莫杰多沃、慕尼黑、巴黎－戴高乐、布拉格、罗马-菲乌米奇诺、索契、維也納、华沙、蘇黎世 | 阿布扎比      | 布里斯班、墨尔本、悉尼                                                            |
| 長榮航空 （星空聯盟）         | 阿姆斯特丹、伦敦—希斯罗、巴黎－戴高乐、維也納 | 台北—桃园     | 布里斯班                                                                          |
| 加鲁达印尼航空 （天合聯盟）   | 阿姆斯特丹 | 雅加达        | 墨尔本、珀斯、悉尼 巴布亚岛：比亚克岛、查亚普拉、马老奇、蒂米卡                   |
| 海南航空                      | 布鲁塞尔、罗马-菲乌米奇诺、巴黎－戴高乐、維也納 | 深圳          | 奧克蘭、布里斯班、凯恩斯                                                          |
| 海南航空                      | 伦敦－希斯罗、莫斯科－谢列梅捷沃 | 海口          | 奧克蘭、墨爾本                                                                    |
| 日本航空 （寰宇一家）         | 法兰克福 | 東京－成田    | 關島、檀香山、墨爾本、悉尼                                                        |
| 吉祥航空 （星空聯盟优连伙伴） | 雅典、布鲁塞尔、赫爾辛基、曼彻斯特 | 上海－浦东    | 墨爾本、悉尼                                                                      |
| 大韓航空 （天合聯盟）         | 阿姆斯特丹、布达佩斯、法兰克福、伊斯坦布尔、里斯本、伦敦－希斯罗、马德里、米兰－马尔彭萨、巴黎－戴高乐、布拉格、罗马-菲乌米奇诺、维也纳 季節性：苏黎世 季節性包机：雅典、奥斯陆 | 首尔—仁川     | 奧克蘭、布里斯班、關島、檀香山、悉尼                                              |
| 馬來西亞航空 （寰宇一家）     | 伦敦—希斯罗、巴黎－戴高乐 | 吉隆坡        | 阿德雷得、奥克兰、布里斯班（2025年11月29日复航）、墨爾本、珀斯、悉尼              |
| 澳洲航空 （寰宇一家）         | 伦敦—希斯罗 | 直飛          | 珀斯 （本航線為墨爾本-珀斯-伦敦之一部分，珀斯至墨爾本一段使用同一班號及同一飛機） |
| 澳洲航空 （寰宇一家）         | 伦敦—希斯罗 | 新加坡        | 布里斯班、墨爾本、珀斯、悉尼 （悉尼-新加坡-伦敦航線使用同一班號及同一飛機）       |
| 澳洲航空 （寰宇一家）         | 巴黎－戴高乐 | 直飛          | 珀斯、悉尼                                                                        |
| 卡塔尔航空 （寰宇一家）       | 阿姆斯特丹、雅典、巴库、巴塞罗那、贝尔格莱德、柏林—泰格尔、布鲁塞尔、布加勒斯特－奥托佩尼－亨利·科安德、布达佩斯、卡迪夫、哥本哈根、都柏林、爱丁堡、法兰克福、日内瓦、赫爾辛基、伊斯坦布尔、基輔、伦敦－希斯罗、伦敦－盖特威克、马德里、马耳他曼彻斯特、米兰－马尔彭萨、莫斯科－多莫杰多沃、慕尼黑、尼斯、奥斯陆、巴黎－戴高乐、比萨、布拉格、罗马—菲乌米奇诺、聖彼得堡、萨拉热窝、斯科普里、索非亚、斯德哥尔摩－阿兰达、第比利斯、帖撒罗尼迦、威尼斯、维也纳、华沙—肖邦、萨格勒布、苏黎世、埃里溫 | 多哈          | 阿德雷得、奥克兰、堪培拉（2025年12月1日复航）、墨尔本、珀斯、悉尼                 |
| 汶萊皇家航空                  | 伦敦—希斯罗 | 斯里巴加湾    | 墨尔本                                                                            |
| 酷航 （价值联盟）             | 雅典、維也納 | 新加坡        | 墨爾本、珀斯、悉尼                                                                |
| 四川航空                      | 伊斯坦布尔、马德里、莫斯科－谢列梅捷沃、布拉格、罗马－菲乌米奇诺、苏黎世、聖彼得堡 | 成都—天府     | 墨尔本、悉尼                                                                      |
| 新加坡航空 （星空聯盟）       | 阿姆斯特丹、巴塞罗那、哥本哈根、杜塞道夫、法兰克福、伊斯坦布尔、伦敦－希斯罗、曼彻斯特、米兰－马尔彭萨、莫斯科－多莫杰多沃、慕尼黑、巴黎－戴高乐、罗马－菲乌米奇诺、斯德哥尔摩－阿兰达、蘇黎世 | 新加坡        | 阿德雷得、奧克蘭、布里斯班、堪培拉、基督城、墨爾本、珀斯、悉尼、惠灵顿            |
| 南非航空公司 （星空聯盟）     | 法兰克福、伦敦—希斯罗、慕尼黑 | 约翰内斯堡    | 珀斯                                                                              |
| 斯里兰卡航空 （寰宇一家）     | 法兰克福、伦敦—希斯罗、巴黎－戴高乐 | 哥倫坡        | 墨爾本、悉尼                                                                      |
| 泰國國際航空 （星空聯盟）     | 雅典、布鲁塞尔、哥本哈根、法兰克福、伦敦－希斯罗、米兰－马尔彭萨、莫斯科—多莫杰多沃、慕尼黑、奥斯陆、巴黎－戴高乐、罗马－菲乌米奇诺、斯德哥尔摩－阿兰达、維也納、蘇黎世 | 曼谷—素万那普 | 奧克蘭、布里斯班、墨爾本、珀斯、悉尼                                              |
| 天津航空                      | 伦敦－希斯罗、伦敦－盖特威克、莫斯科-谢列梅捷沃 | 天津          | 奧克蘭、悉尼                                                                      |
| 天津航空                      | 伦敦－盖特威克、莫斯科—多莫杰多沃 | 重慶          | 奧克蘭、墨爾本                                                                    |
| 土耳其航空 （星空聯盟）       | 伊斯坦布尔 | 新加坡        | 墨爾本                                                                            |
| 土耳其航空 （星空聯盟）       | 伊斯坦布尔 | 吉隆坡        | 悉尼                                                                              |
| 越南航空 （天合聯盟）         | 法兰克福、伦敦－希斯罗、巴黎－戴高乐 | 胡志明市      | 墨爾本、珀斯、悉尼                                                                |
| 越南航空 （天合聯盟）         | 法兰克福、伦敦－希斯罗、米兰－马尔彭萨、莫斯科-谢列梅捷沃、巴黎－戴高乐 | 河內市        | 墨爾本、悉尼                                                                      |
| 廈門航空 （天合聯盟）         | 阿姆斯特丹、巴黎－戴高乐 | 廈門          | 墨爾本、悉尼                                                                      |